# Кралевица
Кра́левица (хорв. Kraljevica), Порто-Ре (итал. Porto Re) — город в Хорватии, в Приморско-Горанской жупании. Население — 2 897 человек в самом городе и 4 579 человек в административном районе с центром в Кралевице по данным переписи 2001 года.

## Общие сведения
Кралевица находится в северо-западной части страны на побережье Адриатического моря (залив Кварнер) между городами Риека (23 километра) и Цриквеница (22 километра). Кралевица стоит на полуострове, образованном с одной стороны морем, а с другой узким проливом, ведущим в Бакарский залив. На берегу пролива — большой маяк.
В городе от Адриатического шоссе ответвляется дорога, которая через расположенный недалеко от города мост ведёт на остров Крк.
Кралевица и окрестности — популярное туристическое место.

## Экономика
Основу экономики города составляет портовое дело, судостроение и туризм.

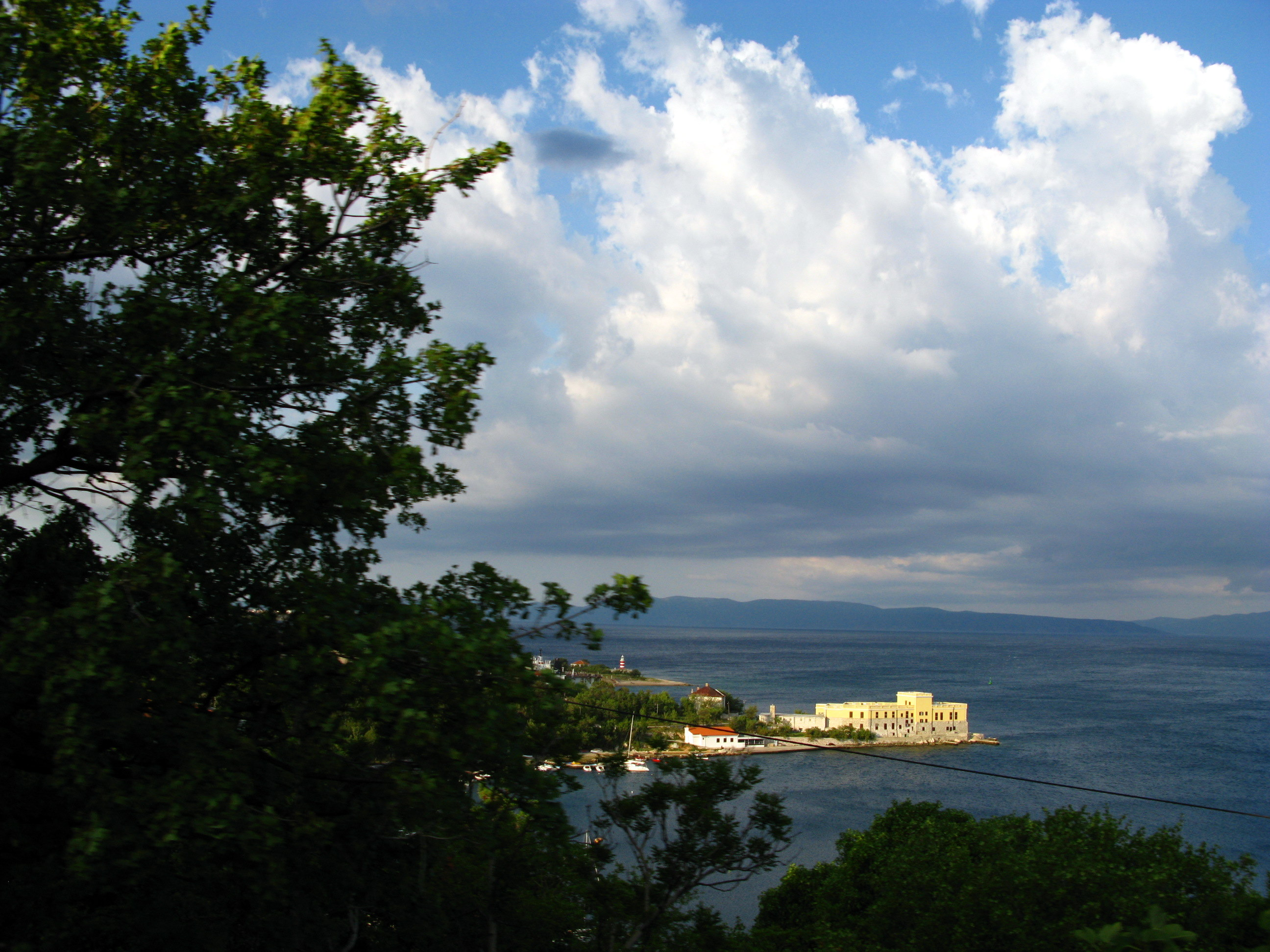
Гавань Кралевицы

## История
Впервые город упоминается в 1520 году, под латинским названием Portus reguis (рус. Королевский порт). Исторически Кралевица развивалась как город кораблестроителей, в городе сохранилась старейшая на Адриатике верфь.
В начале XVII века городом стали владеть представители видной хорватской княжеской семьи Зринских. В это время был построен Старый город или город Зринских. Во второй половине XVII века Кралевица перешла под власть другого знаменитого рода Франкопанов, которые расширили Старый город (город Франкопанов). Именно в Кралевице был разработан план заговора Франкопанов и Зринских против Габсбургов, впоследствии провалившийся.
В 1861 году в Кралевице родился австрийский философ, эзотерик, социальный реформатор Рудольф Штейнер.
На судостроительной верфи города в начале XX века работал Иосип Броз Тито.